# Polyrhachis obscura
Polyrhachis obscura är en myrart som beskrevs av Auguste-Henri Forel 1895. Polyrhachis obscura ingår i släktet Polyrhachis och familjen myror. Inga underarter finns listade i Catalogue of Life.